# Бонбуайон
Бонбуайо́н (фр. Bonboillon) — коммуна во Франции, находится в регионе Франш-Конте. Департамент — Верхняя Сона. Входит в состав кантона Марне. Округ коммуны — Везуль.
Код INSEE коммуны — 70075.

## География
Коммуна расположена приблизительно в 310 км к юго-востоку от Парижа, в 27 км северо-западнее Безансона, в 50 км к юго-западу от Везуля.

## Население
Население коммуны на 2010 год составляло 182 человека.
| 1962 | 1968 | 1975 | 1982 | 1990 | 1999 | 2010 |
| ---- | ---- | ---- | ---- | ---- | ---- | ---- |
| 92   | 82   | 43   | 64   | 86   | 103  | 182  |

## Администрация
| Период | Период | Фамилия       | Партия | Примечания |
| ------ | ------ | ------------- | ------ | ---------- |
| 1983   | 1995   | Леон Сотне    |        |            |
| 1995   | 2001   | Жоэль Боссен  |        |            |
| 2001   | 2008   | Франсуа Перес |        |            |
| 2008   | 2014   | Жан Люко      |        |            |

## Экономика

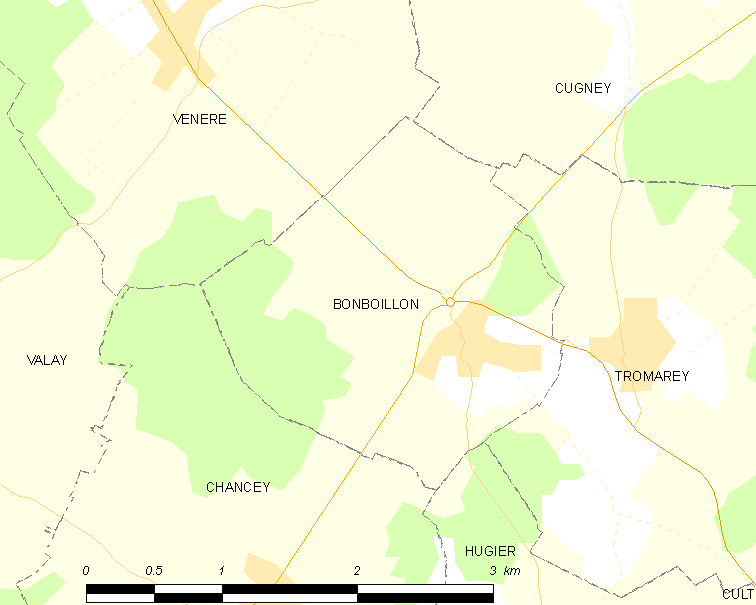
Карта коммуны

В 2010 году среди 115 человек трудоспособного возраста (15—64 лет) 90 были экономически активными, 25 — неактивными (показатель активности — 78,3 %, в 1999 году было 73,3 %). Из 90 активных жителей работали 82 человека (40 мужчин и 42 женщины), безработных было 8 (4 мужчины и 4 женщины). Среди 25 неактивных 6 человек были учениками или студентами, 10 — пенсионерами, 9 были неактивными по другим причинам.